# Никола Якимовський
Никола Якимовський (мак. Никола Jaкимoвcки, нар. 26 лютого 1990, Крива Паланка) — македонський футболіст, півзахисник італійського клубу «Трапані».

## Клубна кар'єра
Вихованець футбольної школи клубу «Македонія Г. П.». Дорослу футбольну кар'єру розпочав 2009 року в основній команді того ж клубу, в якій провів один сезон, взявши участь лише у 4 матчах чемпіонату.
Своєю грою за цю команду привернув увагу представників тренерського штабу клубу «Ференцварош», до складу якого приєднався 2010 року. Проте закріпитись у складі клубу з Будапешта не зумів і був відданий в оренду на батьківщину в клуб «Тетекс».
24 серпня 2011 року підписав контракт з клубом сербської «Явор» (Іваниця), де пробув півтора року, зігравши 27 матчів і 2 забивши голи в чемпіонаті. 
У січні 2013 року він переїхав до Японії, де грав за клуб «Нагоя Грампус» (15 матчів в Джей-Лізі 1), після чого повернувся до Сербії, ставши гравцем «Ягодини». З сербською командою зіграв 10 матчів в Суперлізі в другій половині сезону 2013/14 і одну гру у наступному сезоні. Крім того на початку сезону 2014/15 він також дебютував в єврокубках, зігравши в обох матчах другого кваліфікаційного раунду Ліги Європи проти румунського ЧФР.
У січні 2015 року перейшов в італійський «Варезе», де він зіграв 10 матчів в Серії B і забив один гол. В кінці сезону клуб через банкрутство було розпущено і 3 вересня 2015 року Нікола на правах вільного агента перейшов в «Комо», що також грало в Серії B. Після 14 матчів за нову команду, 1 лютого 2016 року він перейшов до «Барі», в якому і закінчив сезон.
Влітку 2016 року приєднався до «Беневенто», у складі якого в першому сезоні зіграв 10 матчів в національному чемпіонаті і допоміг команді вперше в історії вийти до Серії А. Проте в еліті італійського футболу македонець так і не дебютував, залишивши команду влітку 2017 року.
Продовжив кар'єру у третьому за силою дивізіоні Італії, де грав протягом 2018 року захищав кольори «Віченци» і «Бішельє». Першу половину 2019 року провів у грецькій «Ларисі», після чого повернувся до Італії, цього разу до клубу «Трапані».

## Виступи за збірні
2008 року дебютував у складі юнацької збірної Македонії, взяв участь у 21 іграх на юнацькому рівні, відзначившись 7 забитими голами.
Протягом 2011—2012 років залучався до складу молодіжної збірної Македонії. На молодіжному рівні зіграв у 3 офіційних матчах.

## Статистика
Станом на 14 квітня 2019 року
| Сезон                      | Команда                    | Чемпіонат                  | Чемпіонат | Чемпіонат | Національний кубок | Національний кубок | Національний кубок | Єврокубки | Єврокубки | Єврокубки | Інші змагання | Інші змагання | Інші змагання | Усього | Усього |
| Сезон                      | Команда                    | Ліга                       | Ігор      | Голів     | Ліга               | Ігор               | Голів              | Ліга      | Ігор      | Голів     | Ліга          | Ігор          | Голів         | Ігор   | Голів  |
| -------------------------- | -------------------------- | -------------------------- | --------- | --------- | ------------------ | ------------------ | ------------------ | --------- | --------- | --------- | ------------- | ------------- | ------------- | ------ | ------ |
| 2009–10                    | «Македонія Г. П.»          | ПЛ                         | 4         | 1         | КМ                 | 1                  | 2                  | -         | -         | -         | -             | -             | -             | 5      | 3      |
| 2010-11                    | «Ференцварош»              | НБІ                        | 1         | 0         | КУ+КЛ              | -+2                | 0                  | ЛЄ        | 0         | 0         |               | -             | -             | 3      | 0      |
| 2010-11                    | «Ференцварош II»           | НБІІ                       | 4         | 0         | -                  | -                  | -                  | -         | -         | -         |               | -             | -             | 4      | 0      |
| 2010-11                    | «Тетекс»                   | ПЛ                         | 8         | 3         | КМ                 | -                  | -                  | -         | -         | -         | -             | -             | -             | 8      | 3      |
| 2011–12                    | «Явор» (Іваниця)           | СЛ                         | 15        | 0         | КС                 | 2                  | 0                  | -         | -         | -         | -             | -             | -             | 17     | 0      |
| 2012–13                    | «Явор» (Іваниця)           | СЛ                         | 12        | 2         | КС                 | 2                  | 0                  | -         | -         | -         | -             | -             | -             | 14     | 2      |
| Усього за «Явор» (Іваниця) | Усього за «Явор» (Іваниця) | Усього за «Явор» (Іваниця) | 27        | 2         |                    | 4                  | 0                  |           | -         | -         |               | -             | -             | 31     | 2      |
| 2013                       | «Нагоя Грампус»            | Джей                       | 15        | 0         | КЛ+КІ              | 6+1                | 1+0                | -         | -         | -         | -             | -             | -             | 22     | 1      |
| 2013–14                    | «Ягодина»                  | СЛ                         | 10        | 0         | КС                 | -                  | -                  | -         | -         | -         | -             | -             | -             | 10     | 0      |
| 2014–15                    | «Ягодина»                  | СЛ                         | 1         | 0         | КС                 | -                  | -                  | ЛЄ        | 2         | 0         | -             | -             | -             | 3      | 0      |
| Усього за «Ягодину»        | Усього за «Ягодину»        | Усього за «Ягодину»        | 11        | 0         |                    | -                  | -                  |           | 2         | 0         |               | -             | -             | 13     | 0      |
| 2014–15                    | «Варезе»                   | B                          | 10        | 1         | КІ                 | -                  | -                  | -         | -         | -         | -             | -             | -             | 10     | 1      |
| 2015–16                    | «Комо»                     | B                          | 14        | 0         | КІ                 | -                  | -                  | -         | -         | -         | -             | -             | -             | 14     | 0      |
| 2015–16                    | «Барі»                     | B                          | 0         | 0         | КІ                 | -                  | -                  | -         | -         | -         | -             | -             | -             | 0      | 0      |
| 2016–17                    | «Беневенто»                | B                          | 10        | 1         | КІ                 | -                  | -                  | -         | -         | -         | -             | -             | -             | 10     | 0      |
| січ.-черв. 2018            | «Віченца»                  | C                          | 11+1      | 0         | КІ-C               | -                  | -                  | -         | -         | -         | -             | -             | -             | 11     | 0      |
| 2018-січ. 2019             | «Бішельє»                  | C                          | 16        | 0         | КІ-C               | 1                  | 0                  | -         | -         | -         | -             | -             | -             | 17     | 0      |
| січ-черв. 2019             | «Лариса»                   | СЛ                         | 13        | 1         | КГ                 | 1                  | 0                  | -         | -         | -         | -             | -             | -             | 15     | 1      |
| Усього за кар'єру          | Усього за кар'єру          | Усього за кар'єру          | 150+1     | 9         |                    | 16                 | 3                  |           | 2         | 0         |               | -             | -             | 169    | 12     |